# Delia Sheppard
Delia Sheppard (Copenaghen, 1961) è un'attrice danese.

## Biografia
Delia Sheppard ha iniziato a studiare balletto all'età di nove anni, iniziando ben presto ad esibirsi in Danimarca, Francia e poi anche in Sudafrica. Nel 1985 ha esordito nel mondo musicale pubblicando il singolo Action, senza tuttavia riscuotere successo, tuttavia grazie a questa esperienza ha iniziato a lavorare come modella per gli stilisti Karl Lagerfeld, Christian Dior e Jean-Paul Gaultier
Ha posato anche per la rivista per adulti Penthouse, diventando Penthouse Pet di aprile 1988. Oltre al lavoro di modella ha lavorato anche come attrice ottenendo ruoli da protagonista in film a basso budget come Doppia immagine e Night Rhythms e ruoli secondari in produzioni principali come Rocky V e Ogni maledetta domenica.
Negli ultimi anni lavora come showgirl e attrice teatrale nei vari hotel-casinò di Las Vegas.

## Filmografia

### Cinema
- Sexbomb, regia di Jeff Broadstreet (1989)
- Nato il quattro luglio (Born on the Fourth of July), regia di Oliver Stone (1989) (non accreditata)
- Le avventure di Ford Fairlane (The Adventures of Ford Fairlane), regia di Renny Harlin (1990)
- Rocky V, regia di John G. Avildsen (1990)
- Gypsy, regia di Amir Shervan (1990)
- Doppia immagine (Mirror Images), regia di Gregory Dark (1992)
- Le radici del male (Roots of Evil), regia di Gary Graver (1992)
- Violenti e perversi (Dead Boyz Can't Fly), regia di Cecil Howard (1992)
- Night Rhythms, regia di Gregory Dark (1992)
- Istinti pericolosi (Animal Instincts), regia di Gregory Dark (1992)
- Torbido desiderio (Sins of Desire), regia di Jim Wynorski (1993)
- Body Chemistry 3 (Point of Seduction: Body Chemistry III), regia di Jim Wynorski (1994)
- The Dragon Gate, regia di Mike Marvin (1994)
- Ogni maledetta domenica (Any Given Sunday), regia di Oliver Stone (1999)
- Le regole del gioco (Lucky You), regia di Curtis Hanson (2007) (non accreditata)
- Notte brava a Las Vegas (What Happens in Vegas), regia di Tom Vaughan (2008) (non accreditata)
- Vampire in Vegas, regia di Jim Wynorski (2009)
- Corsa a Witch Mountain (Race to Witch Mountain), regia di Andy Fickman (2009) (non accreditata)
- Now You See Me - I maghi del crimine (Now You See Me), regia di Louis Leterrier (2013) (non accreditata)
- Il superpoliziotto del supermercato 2 (Paul Blart: Mall Cop 2), regia di Andy Fickman (2015) (non accreditata)
- La grande scommessa (The Big Short), regia di Adam McKay (2015) (non accreditata)
- Show Dogs - Entriamo in scena (Show Dogs), regia di Raja Gosnell (2018) (non accreditata)

### Televisione
- Giudice di notte (Night Court) – serie TV, episodio 8x20 (1991)
- Un medico tra gli orsi (Northern Exposure) – serie TV, episodio 5x12 (1994)
- Dinocroc vs. Supergator – flm TV (2010)